# 达坂城木拱桥
达坂城木拱桥（当地人称其为华桥）是位于中华人民共和国新疆维吾尔自治区乌鲁木齐市达坂城区的一座木拱桥。达坂城木拱桥建成于1940年，是中国抗日战争时期，苏联对华援助所使用的西北国际交通线的历史遗存。2007年被列为新疆维吾尔自治区区级文物保护单位。也是新疆现存唯一一座木拱桥。

## 地理位置与桥梁特征
达坂城木拱桥地处中华人民共和国新疆维吾尔自治区乌鲁木齐市达坂城区达坂城镇八家户村南2公里的白杨河峡谷（后沟沟口）处，横跨白杨河。达坂城木拱桥呈东西走向，桥南侧是白杨河峡谷，也就是白水涧道，北侧是开阔的谷地。东侧为312国道原线路，桥西是连霍高速，不过达坂城木拱桥东侧路基已断，无法驾车通过。达坂城木拱桥全长超过28米，跨度超过18米，桥宽7米，载重10吨。木桁架桥、钉板梁桥、胶板梁桥等桥型特点在该木拱桥上都有所发展。该木拱桥选用云杉作为原材料，将木板烘干后再浸泡在烧热的清油中，后将木板弯成一定弧度。每层木板按拱度叠摞8层，每层用铁钉钉合，再用“U”型铁箍组合成拱肋，5条拱肋由呈叉型的支架架起。桥面铺有原木，横向有连接有木撑。桥下以岩石作为基底，浆砌块石台身。现存达坂城木拱桥桥墩坚固，拱肋完整且排架没有缺少。经过1996年的洪水后，木拱桥东侧桥面悬空，桥台孤立。经过2015年的修护后，原先残损的木料被更换替补，整体被粉刷为灰色。

## 达坂城木拱桥的历史

### 背景
1937年7月7日，七七事变爆发，中日全面开战。全面抗战爆发后，中华民国与苏联于1937年8月21日签订了《中苏互不侵犯条约》，确定了中苏在戰爭期間政治和经济的关系，以及苏联对华援助的政策。苏联政府先后三笔给予中国政府2.5亿美元低息贷款。从中国抗日战争全面爆发到苏德战争前夕，苏联向中国提供飞机1230余架，各类火炮16,000门，汽车与坦克超过1800辆以及上万挺机枪及其他用于作战的物资，中方以钨、锡、铅等金属和皮革、羊毛等物资折款归还。除了军事物资的支援，苏联曾派遣1个军事顾问团及志愿飞行员前往中国支援中国抗战。在1939年年初，在华的苏联军事顾问超3360人，到了1941年，超过700名飞行员在中国境内与日军作战。
战争初期，外国援助物资主要通过海路抵达中国东南沿海口岸后进入中国，然而在1938年武汉、广州相继失守，中华民国迁都重庆后，中国东南沿海的主要港口及城市被日军占领，海路交通被封锁。此时，外国援助物资主要通过香港、滇越铁路、桂越公路、滇缅公路等几条线路以及通过驼峰航线进入中国。然而战争初期，英国对日采取绥靖政策，在香港采取的禁运措施使得援助物资来华困难重重。1939年底，日军攻占南宁，桂越间的国际通路被切断。1940年，日军入侵法属印度支那，滇越之间的联系被切断。滇缅之间的联系也曾数次终止和重启，直到1942年日军占领缅甸，滇缅线也遭切断。在此之后，中美两国开辟驼峰航线以维持援助物资进入中国。

### 西北国际交通线的建立
除了上述几条线路外，为了维持苏联对华的物资及人员支持，苏联也有几条进入中国的国际交通线，其一为从阿拉木图经伊宁、迪化、哈密到兰州的空中交通线。另外還有两条陆路交通线，第一条以外蒙古乌兰巴托（庫倫）为起点，经二连浩特抵达兰州的陆上交通线，不过这条线路离日控区近，易遭到攻击和破坏。另一条陆路交通线也就是由阿拉木图经新疆抵兰州的西北国际交通线。
1933年起，盛世才治理新疆初期实行「亲苏外交」，与苏联的关系相对稳定，这也使得苏联援华物资通过新疆所受的的阻碍减少。1937年10月，全国经济委员会为接待苏联援华物资运输车队并协助办理过关事宜，在新疆设立中央运输委员会新疆分会。这批物资由苏联派车直接经新疆直接运抵兰州后运往内地。这条线路起始于苏联土西铁路阿拉木图站，经霍尔果斯进入中国，沿天山山脉北麓，穿越七角井、河西走廊抵达兰州。然而彼时，新疆通往兰州的路线仅仅是一条古驿道，1938年初，苏联赠送给中国500辆吉斯-5卡车，卡车在本没有路的戈壁滩上压出了一条路。1939年，为了加快物资运转速度，國民政府成立西北公路局，任命马步青为督办。星星峡以东由西北公路局汽车接运，以西由苏联车队运输，星星峡作为两国汽车的交接点。
苏联曾应國民政府邀請，协助修建萨雷奥泽克－迪化－兰州公路，为修筑这条线路，苏联派出了超过4,000名工程技术人员协助施工，而国民政府投入人员超过10万人。1939年底，星星峡以东的甘新公路修筑完成。迪化城到星星峡的公路于1940年1月开始修建，为修建这条公路中华民国行政院拨款55万元。这条国际交通线全长2,925公里，其中230公里在苏联境内，2,695公里在中国境内。甘新公路是在甘肃到陕西的公路基础上修建而来，如果加上兰州到咸阳这段线路，公路总长达到了3,750公里。沿途配有食宿、加油站20个，全路架设数百座桥梁，且配有专门的护路员。西北国际交通线是中苏所有国际运输线中运输量最大的，90%的苏联援华物资是通过西北国际运输线送往中国抗日战争前线。从1937年夏季到1938年夏季经由这条线路运往兰州的物资达6,000吨。其中飞机985架，坦克85辆，火炮超过1,300门，机枪超过1400挺。西北国际交通线也承担了运输中国向苏联出口的金属矿物和其他物资的任务。1937年10月到1939年2月，在西北国际交通线上运输物资的车辆超过5200辆。

### 达坂城木拱桥的建设、维修与保护
西北国际交通线在新疆境内的路线达1,500公里，达坂城木拱桥地处西北国际交通线迪化城到吐鲁番县的必经之路上。木拱桥由苏联援华工程人员组织设计施工，同时期还有一座与达坂城木拱桥同式的桥梁修筑在硫磺沟头屯河处。达坂城木拱桥于1939年开始修建，修桥时在达坂城招收了超过50名工人，因为缺少大型机械的协助，建桥的主要工序都由人工完成。木拱桥最终于1940年12月建成通车。当地居民称木拱桥为“华桥”，可能取自中国抗日战争时期蘇聯“援华”之意。20世纪50年代初期，新疆交通厅曾对达坂城木拱桥进行过实地测量，测量后将绘制的结构略图及模型在一次省级展览会上展出。1965年，木拱桥的桥面由木板替换成了灰土沥青沙石面。1970年，木拱桥被维修，东侧桥墩写有“1970年7月维修”的字样。1978年，在木拱桥旁新架有钢筋混凝土结构的达坂城白杨河桥，这座桥载重能力比达坂城木拱桥高。达坂城木拱桥失去了其运输功能，不过桥体依然得以保存。1996年7月，白杨河发生特大洪水，虽然达坂城木拱桥桥体并未受到太大伤害，但是桥东端路基被洪水冲毁。1998年，为建设连霍高速，木拱桥西侧的石壁被炸开。2004年，达坂城木拱桥被列为乌鲁木齐市市级文物保护单位，其范围为西侧到连霍高速路沿，东侧、北侧、南侧三面以桥体为基准向外延伸20米。2007年，达坂城木拱桥被列为新疆维吾尔自治区区级文物保护单位。此时，达坂城木拱桥台身木架之间长满了杂草，由于环境、材料、载荷减少等原因，对桥面、防护栏、台身木支架及桥台产生了各类病害。2015年，乌鲁木齐市文物局委托新疆安达孜文物保护工程设计有限公司对达坂城木拱桥进行修缮设计。并投资150万元人民币对达坂城木拱桥进行修缮，主要针对木拱桥的桥面、防护栏、木支架和桥台等部位进行修缮。达坂城木拱桥于2016年7月14日修缮完毕。